# Abdul Halim Khaddam
Abdul Halim Khaddam (em árabe: عبد الحليم خدام, Baniyas, 15 de setembro de 1932 – 31 de março de 2020) foi um político sírio que ocupou o cargo de vice-presidente da Síria, de 11 de março de 1984 até 9 de fevereiro de 2005. Foi presidente interino da Síria, de 10 de junho de 2000 até 17 de julho de 2000, governou desde a morte de Hafez al-Assad até a eleição de seu filho, Bashar al-Assad, como novo presidente. Desertou em 2006.
Morreu no dia 31 de março de 2020 em decorrência de um ataque cardíaco.